# The Common Linnets

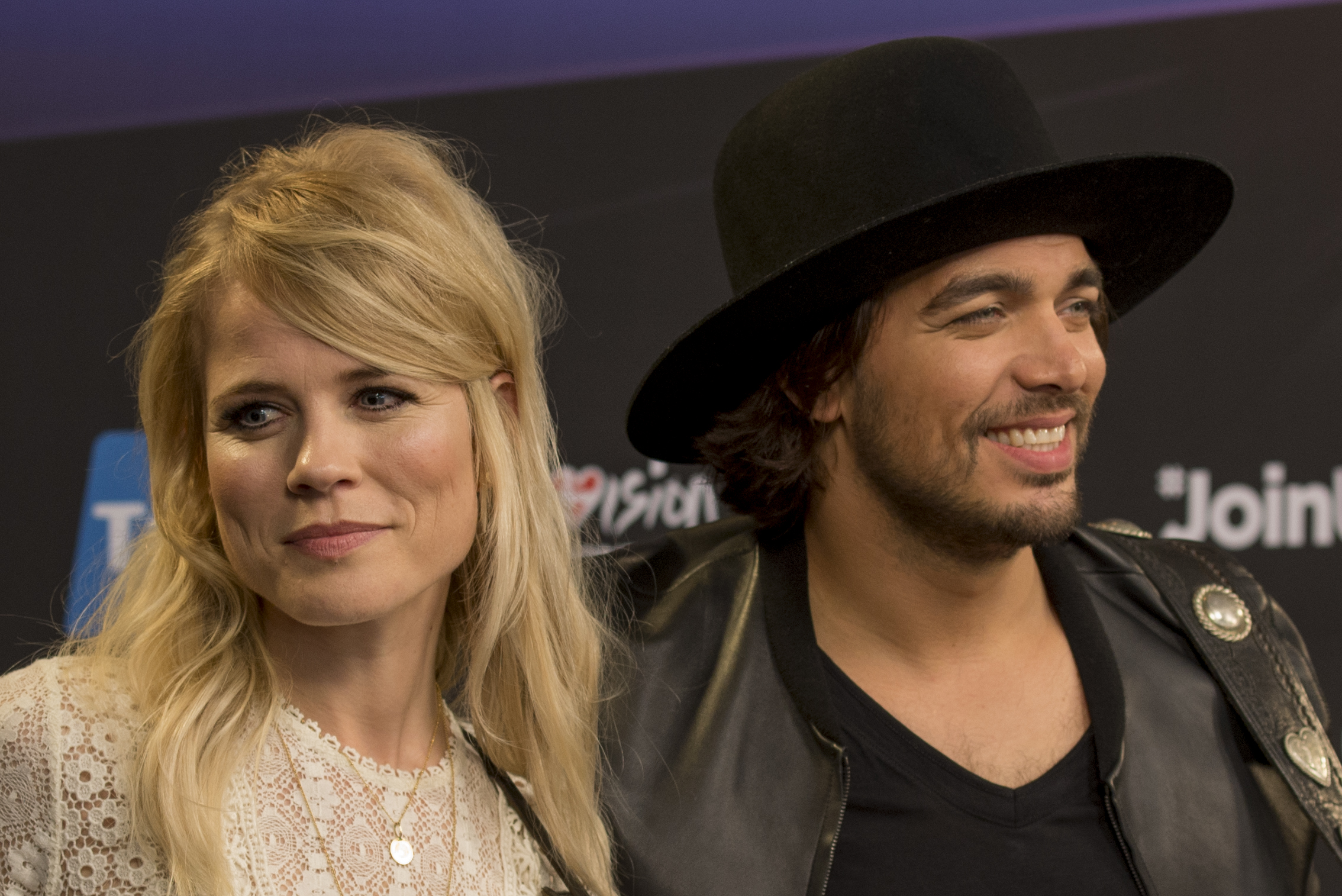
The Common Linnets, 2014

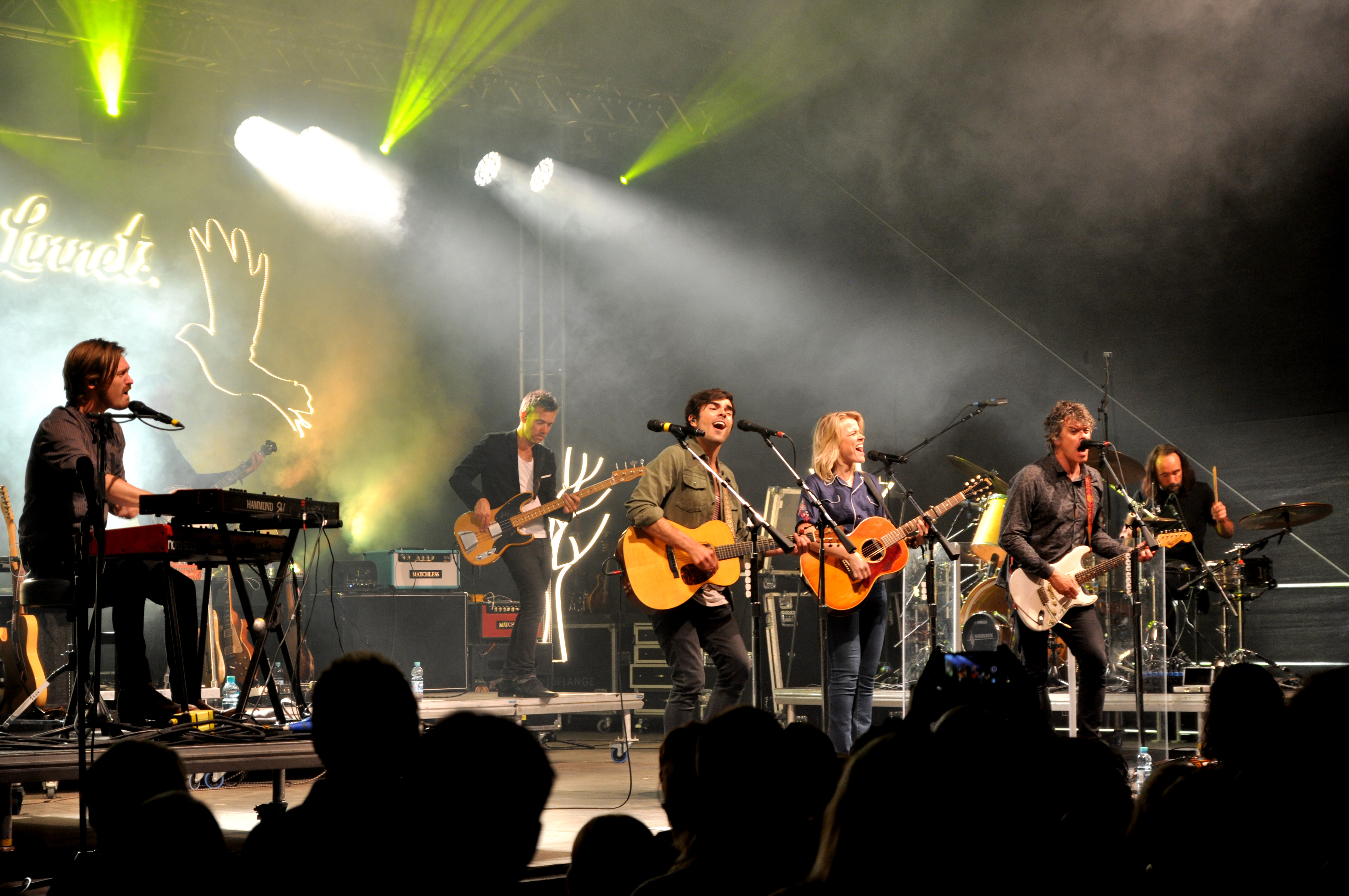
The Common Linnets beim Blacksheep-Festival 2017

The Common Linnets (englisch für Die Bluthänflinge) ist eine Band aus den Niederlanden, bestehend aus den niederländischen Sängern Ilse DeLange und JB Meijers sowie den US-Amerikanern Matthew Crosby und Jake Etheridge. Die Gruppe vertrat beim Eurovision Song Contest 2014 in Kopenhagen die Niederlande, dort aber noch als Duo, bestehend aus DeLange und Waylon (eigentlich Willem Bijkerk).

## Karriere
Gegründet wurde die Band ursprünglich, um einen Konzertauftritt beim Tuckerville-Festival in der De Grolsch Veste in Enschede im Juni 2014 durchführen zu können. Der Bandname bezieht sich auf die Vogelart Bluthänfling, die im Englischen als Common Linnet bezeichnet wird. Im November 2013 wurde die Gruppe vom verantwortlichen Sender auch für den niederländischen Beitrag zum nächsten Eurovision Song Contest nominiert.
In Kopenhagen trat die Band mit dem Song Calm After the Storm an und belegte mit 238 Punkten hinter Conchita Wurst den zweiten Platz. Dies war das beste Ergebnis für die Niederlande seit dem Sieg von Teach-In im Jahre 1975.
Nach dem Eurovision Song Contest wurde Waylon bei einigen Auftritten von Jake Etheridge vertreten, was in den Niederlanden Spekulationen auslöste. Ende Mai 2014 gab Waylon bekannt, das Projekt The Common Linnets zu verlassen und sich seiner Solokarriere zu widmen. Der zur Bandgründung geplante Auftritt beim Tuckerville-Festival im Juni 2014 fand jedoch noch in Originalbesetzung statt.
Im Oktober 2014 wurden die Common Linnets mit dem European Border Breakers Award ausgezeichnet und im März 2015 mit einem ECHO Pop in der Kategorie Newcomer des Jahres (international). 2015 wurde von The BossHoss und den Common Linnets eine Coverversion von Jolene  aufgenommen, die auf dem BossHoss-Album Dos Bros erschien.

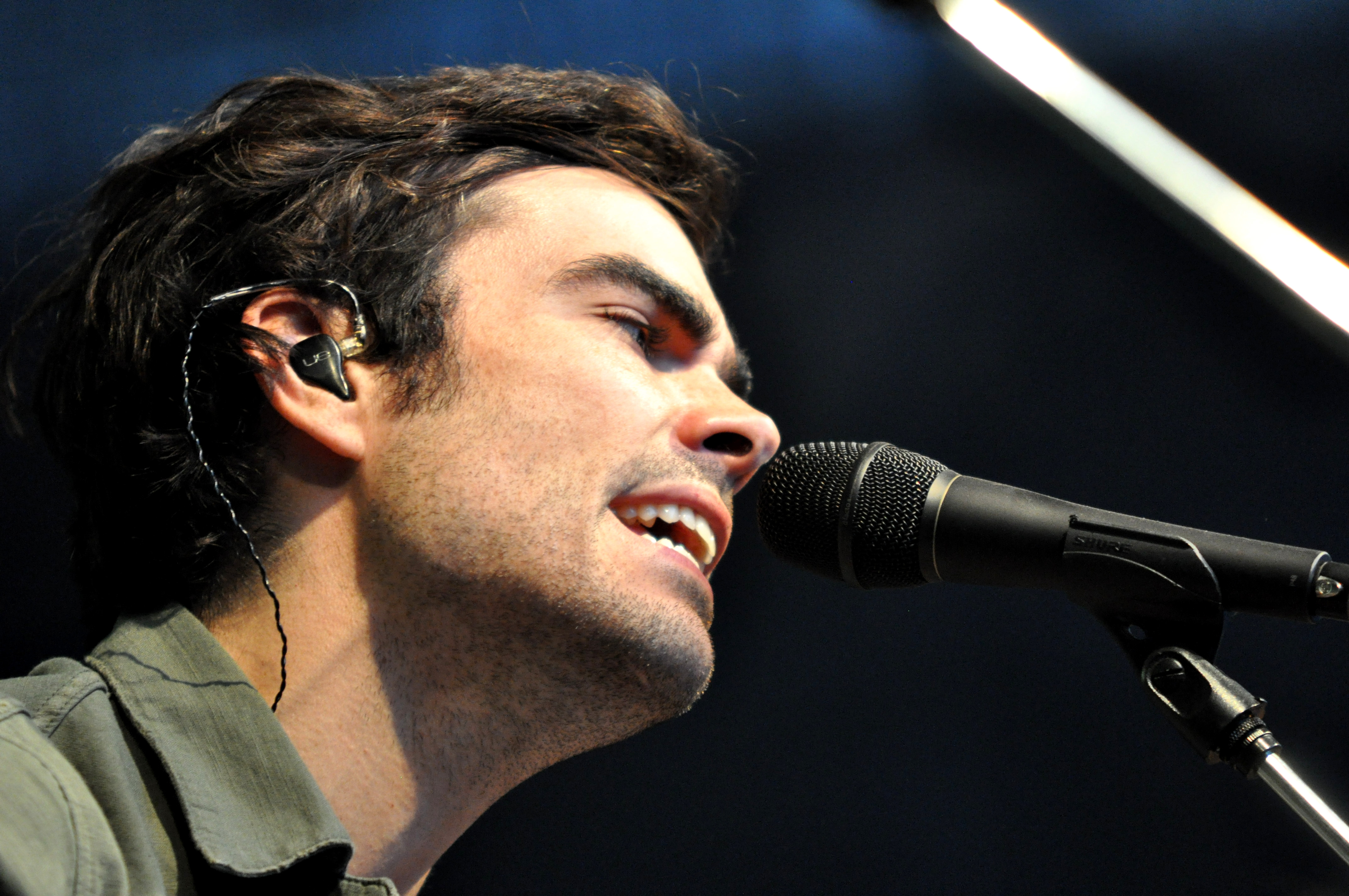
Jake Etheridge
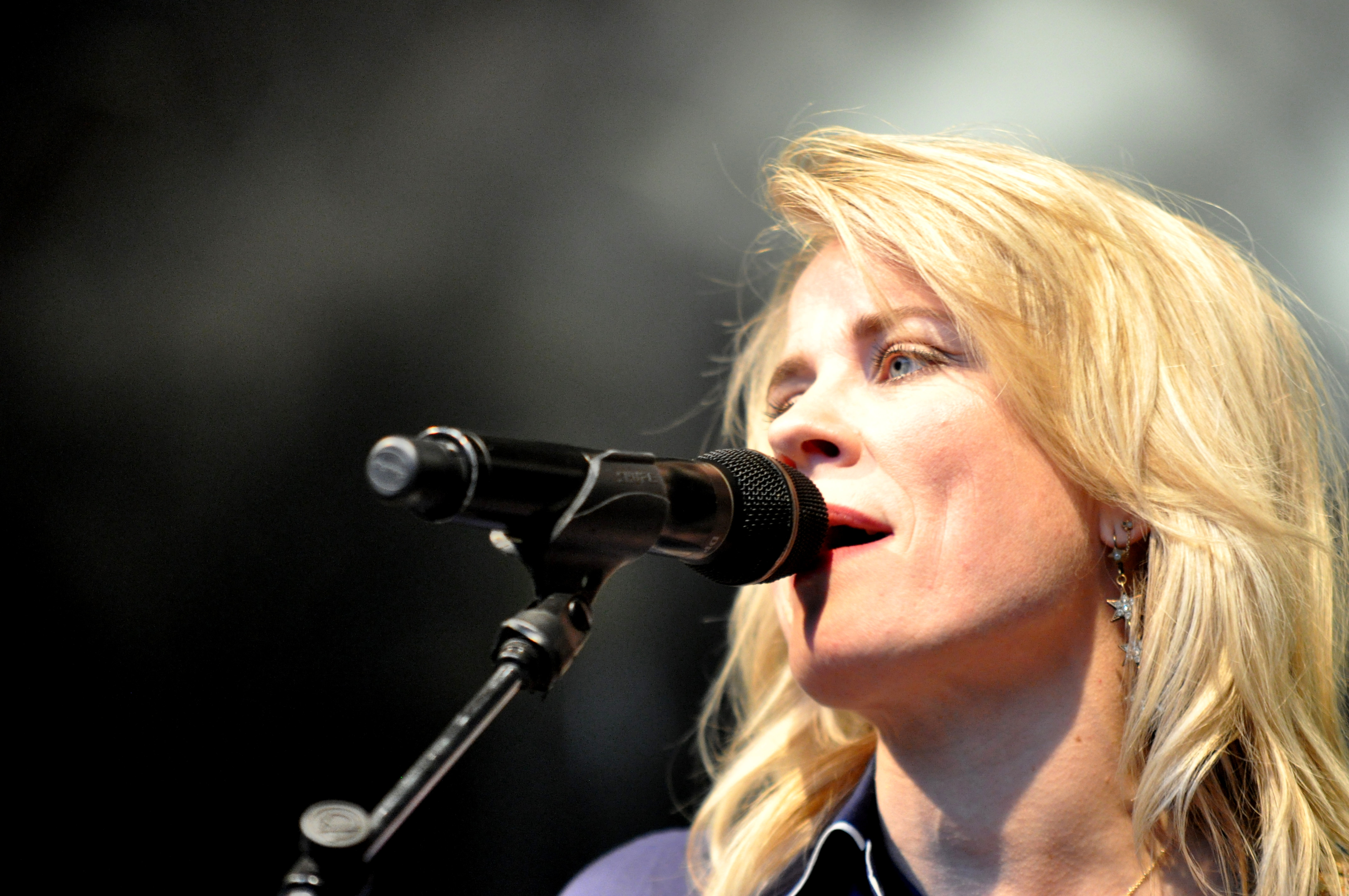
Ilse DeLange
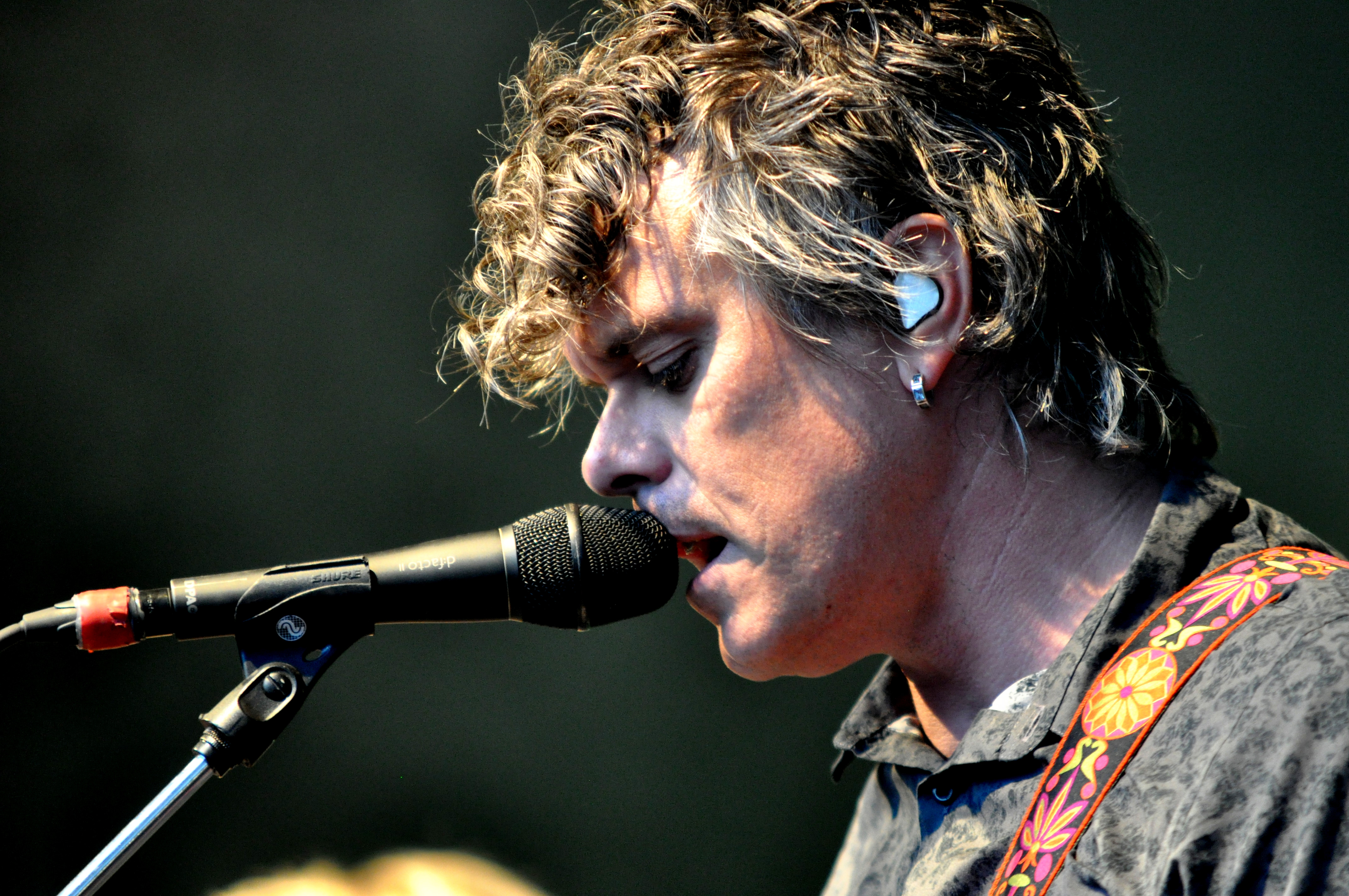
Jan-Bart Meijers
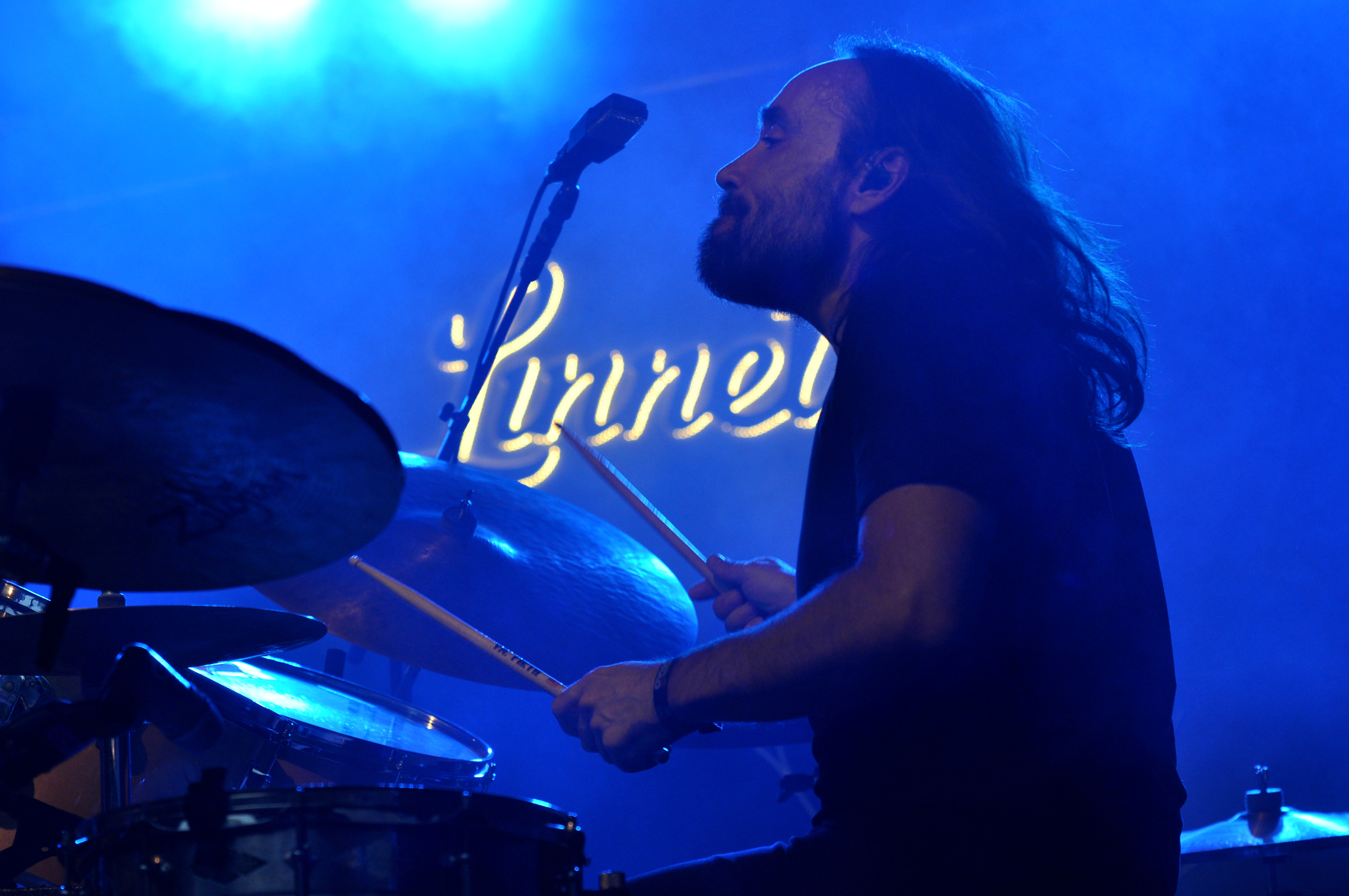
Bart Vergoossen

## Diskografie

### Studioalben
| Jahr | Titel              | Höchstplatzierung, Gesamtwochen, AuszeichnungChartplatzierungen (Jahr, Titel, Platzierungen, Wochen, Auszeichnungen, Anmerkungen) | Höchstplatzierung, Gesamtwochen, AuszeichnungChartplatzierungen (Jahr, Titel, Platzierungen, Wochen, Auszeichnungen, Anmerkungen) | Höchstplatzierung, Gesamtwochen, AuszeichnungChartplatzierungen (Jahr, Titel, Platzierungen, Wochen, Auszeichnungen, Anmerkungen) | Höchstplatzierung, Gesamtwochen, AuszeichnungChartplatzierungen (Jahr, Titel, Platzierungen, Wochen, Auszeichnungen, Anmerkungen) | Höchstplatzierung, Gesamtwochen, AuszeichnungChartplatzierungen (Jahr, Titel, Platzierungen, Wochen, Auszeichnungen, Anmerkungen) | Anmerkungen                                                 |
| Jahr | Titel              | DE | AT | CH | UK | NL | Anmerkungen                                                 |
| ---- | ------------------ | --- | --- | --- | --- | --- | ----------------------------------------------------------- |
| 2014 | The Common Linnets | DE11 Gold · (31 Wo.)DE | AT3 Platin · (33 Wo.)AT | CH16 (18 Wo.)CH | UK40 (1 Wo.)UK | NL1 ×2Doppelplatin · (55 Wo.)NL                                                                                                   | Erstveröffentlichung: 9. Mai 2014 Verkäufe: + 195.000       |
| 2015 | II                 | DE18 (5 Wo.)DE | AT32 (2 Wo.)AT | — | — | NL1 Gold · (42 Wo.)NL | Erstveröffentlichung: 25. September 2015 Verkäufe: + 20.000 |

### Singles
| Jahr | Titel Album                             | Höchstplatzierung, Gesamtwochen, AuszeichnungChartplatzierungen (Jahr, Titel, Album, Platzierungen, Wochen, Auszeichnungen, Anmerkungen) | Höchstplatzierung, Gesamtwochen, AuszeichnungChartplatzierungen (Jahr, Titel, Album, Platzierungen, Wochen, Auszeichnungen, Anmerkungen) | Höchstplatzierung, Gesamtwochen, AuszeichnungChartplatzierungen (Jahr, Titel, Album, Platzierungen, Wochen, Auszeichnungen, Anmerkungen) | Höchstplatzierung, Gesamtwochen, AuszeichnungChartplatzierungen (Jahr, Titel, Album, Platzierungen, Wochen, Auszeichnungen, Anmerkungen) | Höchstplatzierung, Gesamtwochen, AuszeichnungChartplatzierungen (Jahr, Titel, Album, Platzierungen, Wochen, Auszeichnungen, Anmerkungen) | Anmerkungen |
| Jahr | Titel Album                             | DE | AT | CH | UK | NL | Anmerkungen |
| ---- | --------------------------------------- | --- | --- | --- | --- | --- | --- |
| 2014 | Calm After the Storm The Common Linnets | DE3 ×3Dreifachgold · (41 Wo.)DE | AT2 Gold · (34 Wo.)AT | CH3 (21 Wo.)CH | UK9 (2 Wo.)UK | NL2 Gold · (13 Wo.)NL | Erstveröffentlichung: 7. März 2014 Verkäufe: + 475.000                                                                     |
| 2015 | We Don’t Make the Wind Blow II          | — | — | — | — | NL32 (4 Wo.)NL | Erstveröffentlichung: 25. Oktober 2015                                                                                     |
| 2015 | Jolene Dos Bros                         | DE35 Gold · (22 Wo.)DE | AT25 (12 Wo.)AT | CH29 (4 Wo.)CH | — | — | Erstveröffentlichung: 25. Dezember 2015 Verkäufe: + 200.000; The BossHoss feat. the Common Linnets; Original: Dolly Parton |

Weitere Singles
- 2014: Give Me a Reason
- 2014: Christmas Around Me
- 2015: Hearts on Fire
- 2016: In Your Eyes

## Auszeichnungen für Musikverkäufe
Anmerkung: Auszeichnungen in Ländern aus den Charttabellen bzw. Chartboxen sind in ebendiesen zu finden.
| Land/RegionAuszeichnungen für Musikverkäufe (Land/Region, Auszeichnungen, Verkäufe, Quellen) | Gold     | Platin     | Verkäufe | Quellen           |
| -------------------------------------------------------------------------------------------- | -------- | ---------- | -------- | ----------------- |
| Deutschland (BVMI)                                                                           | 3× Gold3 | Platin1    | 750.000  | musikindustrie.de |
| Niederlande (NVPI)                                                                           | 2× Gold2 | 2× Platin2 | 110.000  | nvpi.nl           |
| Österreich (IFPI)                                                                            | Gold1    | Platin1    | 30.000   | ifpi.at           |
| Insgesamt                                                                                    | 6× Gold6 | 4× Platin4 |          |                   |